# Heinrich von Poser und Groß-Naedlitz

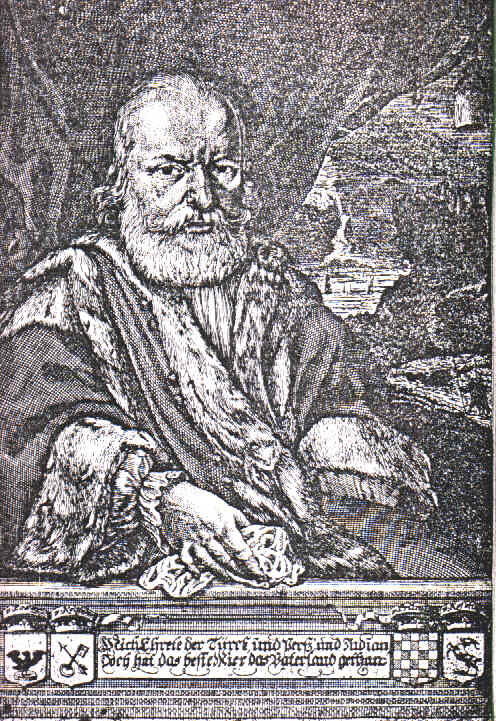
Heinrich von Poser und Groß-Naedlitz

Heinrich von Poser und Groß-Naedlitz (* 23. August 1599 in Eisdorf, im Fürstentum Schweidnitz; † 13. September 1661 in Breslau, Fürstentum Breslau) war Obersteuereinnehmer und Landesbestallter der Schweidnitzer Stände und Weltreisender.

## Leben

### Kindheit und Jugend
Heinrich von Poser und Groß-Naedlitz entstammte dem Haus Riemberg des Adelsgeschlechtes Poser. Seine Eltern waren Ernst Georg von Poser und Groß-Naedlitz, welcher die Herrschaften Eisdorf und Falkenberg besaß, und Margaretha von Keltsch. Sein Vater verstarb, als er 6 Jahre alt war. Zur Schule ging er in Schweidnitz und Breslau, danach war er Schüler des Breslauer Maria-Magdalenen-Gymnasiums. Anschließend studierte er an der Universität Marburg.

### Die Weltreise
Nach dem Beginn des Dreißigjährigen Krieges kehrte er nach Schweidnitz zurück, doch schon am 20. August 1620 trat er eine Reise über Venedig in den Orient an. Er kam am 14. November 1620 in Konstantinopel an. Dort traf er auf den Britischen Gesandten John Eyre, welcher ihm sagte: „Ich wünsche ihm, der in Persien, wo er nichts zu thun und zu hoffen hat, gehen will, eine glückliche Reise, glaub aber nicht, daß er sie haben werde“. Trotz des Abratens von John Eyre und auch anderen europäischen Bewohnern von Konstantinopel, trat er den zweiten Teil seiner Reise am 21. Januar 1621 an, diesmal in Begleitung eines zurückgebliebenen Persischen Gesandten.
Er übertrat am 23. März 1621 die osmanische Grenze. Die Reise lief über die beschneiten Ausläufer des Olymp nach Amasia und Erzerum, wo er Armenisch zu lernen begann. Auf seiner Reise besuchte er unter anderem auch die Reste der christlichen Kirchen um Onigala. Am 14. Juni 1621 traf er in Isfatan ein. Ein Freund Heinrichs, Albrecht von Schilling, helt sich  schon länger am persischen Hof auf (was wohl mit ein Grund der Reise Heinrichs gewesen war). Dort begann er mit dem Erlernen der persischen Sprache und trat am 18. Juli 1621 die Weiterreise nach Indien an. Am 27. September erreichte er Kandahar. Während seiner Weiterreise litt Heinrich an starkem Wechselfieber. Ende Januar kam er über Agra nach Lahore zurück, wo er bis zum 28. Mai blieb, um am 17. Juni über Delhi nach Agra zurückzukehren.
Während seiner Zeit in Indien besuchte er verschiedene Personen und Orte, beispielsweise das Mangipatam am Ganges und Georg Krieger aus Dresden. Am 9. Januar 1623 stach er auf einem holländischen Schiff in See, fuhr an der Malabarküste entlang und ging in Tegenapatan an Land. Am 17. März erreichte er Machilipatnam, wo er sich für die Heimreise vorbereitete. Am 12. November kam er in Surate mit seinem aus Arabien zurückkehrenden Freund Albrecht von Schilling zusammen, mit welchem er sich auf einem holländischen Schiff am 15. November nach Ormus einschiffte. Auf dem Wege nach Isfatan wurden die Reisenden in Lar beschuldigt, ohne Zölle und Erlaubnis Edelsteine ausgeführt zu haben. Heinrich kehrte unter Bedeckung zum Hafenplatz Tumeron zurück, durfte dann seinen Weg fortsetzen und erreichte am 4. Juni 1624 Isfatan. Durch Darlehen holländischer Kaufleute in Isfatan und Aleppo wurde ihm die Reise durch Babylonien über Aleppo nach Venedig und in die Heimat ermöglicht, die er Ende 1625 erreicht haben dürfte.

### Spätere Jahre
Nach seiner Rückkehr widmete er sich zunächst der Aufgabe, sein durch den Krieg verwahrlostes Zuhause in Ordnung zu bringen. Am 26. Juni 1629 heiratete er die Witwe Katharina von Schnorbein und Weicherau (geborene von Bock) auf Oberecke. Nach deren Tod am 30. Juni 1632 heiratete er Elisabeth von Lest aus dem Hause Welkersdorf-Hohlstein. Der ersten Ehe entstammte der Sohn Heinrich, aus der zweiten gingen fünf Töchter und drei Söhne hervor.
Nach der Heirat übernahm er die Aufgabe eines Ober-Steuereinnehmers. Später beriefen ihn die Stände der Fürstentümer Schweidnitz und Jauer zu ihrem Landesbestallten, eine Aufgabe, die er bis zu seinem Tode zur allgemeinen Zufriedenheit erfüllte. Er starb am 13. September 1661 und wurde in der Gruft der St.-Elisabeth-Kirche in Breslau beigesetzt.

## Wirken
Seine Weltreisen trugen zur Verbesserung der Christlich-Muslimischen Beziehungen bei. Unter anderem findet man in seinem Tagebuch schon erste Erwähnungen zu Kaffe.